# شبکه کتابخانه‌های غرب سوئیس
شبکه کتابخانه‌های غرب سوئیس (فرانسوی: Réseau des bibliothèques de Suisse occidentale; RERO‎) توسط چندین کتابخانه بزرگ در سال ۱۹۸۵ در منطقه فرانسوی‌زبان روماندی در غرب سوئیس بنیان گذاشته شد. ریرو (RERO) کوته‌نوشت «Réseau Romand» («شبکه فرانسوی‌زبان») است.
تا سال ۲۰۲۰، ریرو شامل بیشتر کتابخانه‌های کانتون‌ها، دانشگاهی، عمومی و تخصصی در سوئیس، از جمله کتابخانه‌های آکادمیک دانشگاه‌های غرب سوئیس، از جمله ژنو، فریبورگ و نوشاتل بود. با این حال، در سال ۲۰۲۰، دو سوم موسساتی که در ریرو مشارکت داشتند به  سوئیس‌کاوری (Swisscovery)، شبکه رقیب انتقال یافتند، که سراسر سوئیس را در بر می‌گیرد و اکثر موسسات دانشگاهی کشور را شامل می شود.